# Corydalis trisecta
Corydalis trisecta är en vallmoväxtart som beskrevs av Adrien René Franchet. Corydalis trisecta ingår i släktet nunneörter, och familjen vallmoväxter. Inga underarter finns listade i Catalogue of Life.